# Vlachovo Březí
Vlachovo Březí település Csehországban, a Prachaticei járásban. Vlachovo Březí Pěčnov, Chlumany, Žárovná, Lažiště, Bušanovice, Újezdec, Lipovice, Dvory, Zálezly, Budkov és Radhostice településekkel határos. Lakosainak száma 1748 fő (2024. január 1.).

## Népesség
A település lakosságának változását az alábbi diagram mutatja:
| Lakosok száma | 3157 | 2826 | 2575 | 1661 | 1574 | 1668 | 1717 | 1713 | 1703 | 1748 |
|               | 1869 | 1890 | 1921 | 1950 | 1980 | 2001 | 2017 | 2019 | 2022 | 2024 |